# Sains-lès-Marquion
Sains-lès-Marquion ist eine Gemeinde im französischen Département Pas-de-Calais in der Region Hauts-de-France. Sie gehört zum Kanton Bapaume (bis 2015 Kanton Marquion) im Arrondissement Arras. Sie grenzt im Nordwesten an Baralle, im Norden an Marquion, im Osten an Bourlon, im Süden an Mœuvres und im Südwesten an Inchy-en-Artois. Der Canal du Nord passiert Sains-lès-Marquion auf der westlichen Seite.

## Geschichte
Die Saturnina von Sains-lès-Marquion soll zu einem nicht überlieferten Zeitpunkt das Martyrium erlitten haben.

### Bevölkerungsentwicklung
| Jahr      | 1962 | 1968 | 1975 | 1982 | 1990 | 1999 | 2008 | 2013 |
| --------- | ---- | ---- | ---- | ---- | ---- | ---- | ---- | ---- |
| Einwohner | 352  | 351  | 324  | 315  | 276  | 300  | 337  | 321  |

## Sehenswürdigkeiten

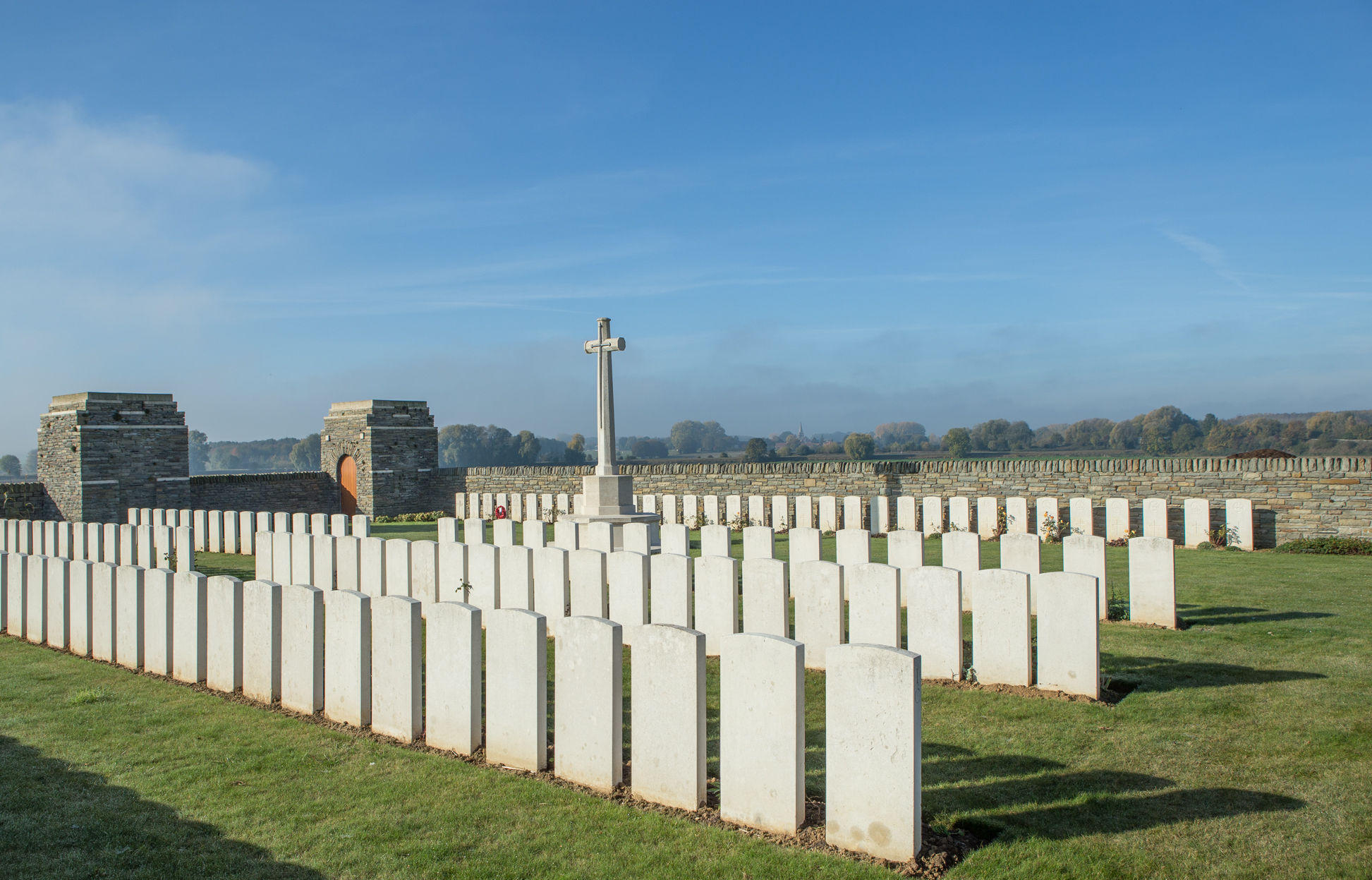
Militärfriedhof
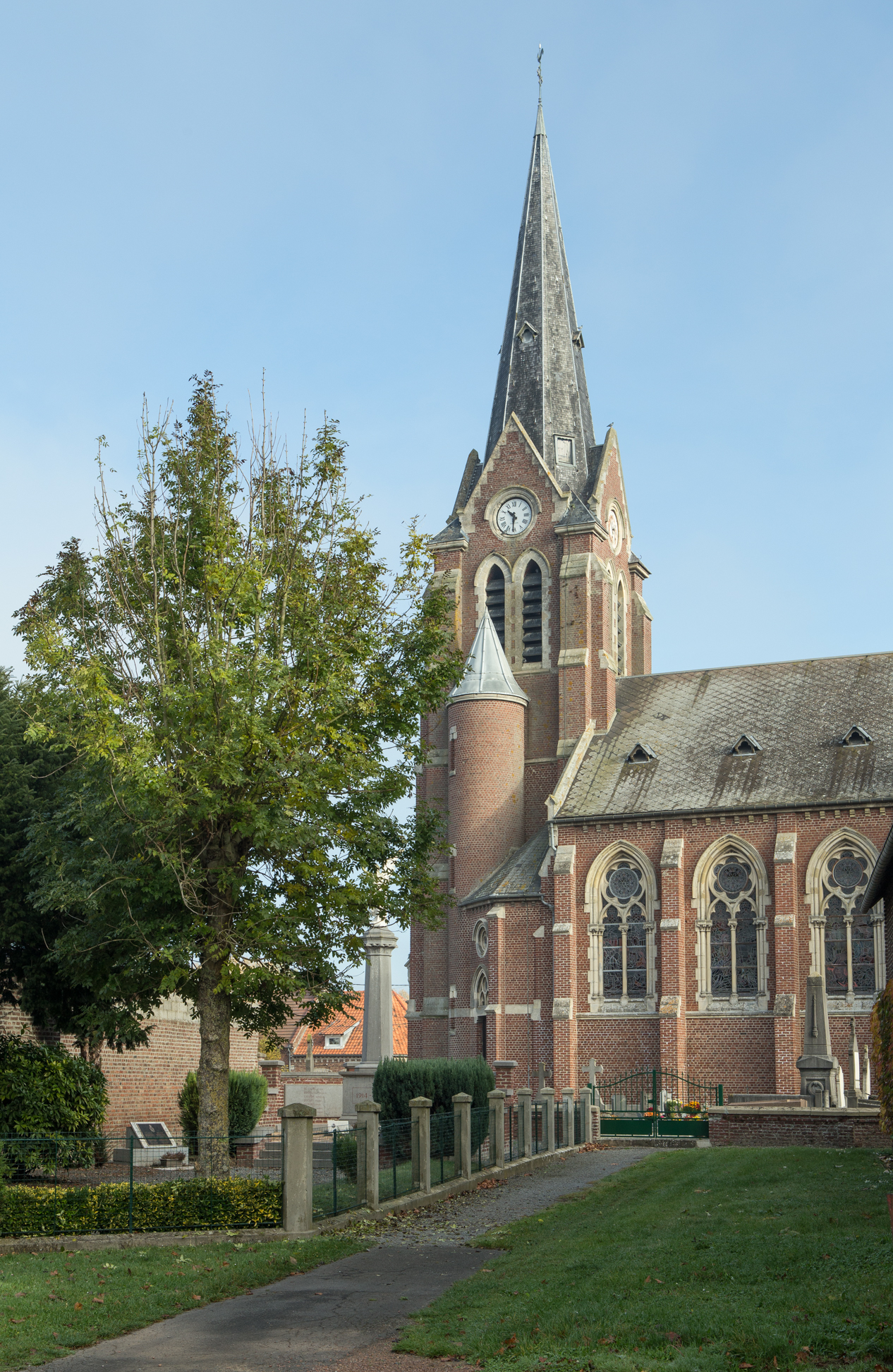
Kirche Sainte-Saturnine

- Militärfriedhof
- Kirche Sainte-Saturnine